# شيبة بن عثمان
شيبة بن عثمان واسمه شيبَة بن عُثْمَان بن أبي طَلْحَة  واسْمه عبد الله، الحجبي أَبُو عثمان حاجب الكعبة كان مشاركاً لابن عمه عثمان بن طلحة الحجبي في سدانة الكعبة، وهو أبو صفية، وقيل كنيته أبو عثمان، وكان مصعب بن عمير خاله، وبني شيبة من ذريته، قال الأصبهاني: هو منْ مُسْلَمَةِ الْفَتْحِ، وَقِيلَ: بَلْ أَسْلَمَ يَوْمَ حُنَيْنٍ وَكَانَ مِنَ الْمُؤَلَّفَةِ. وبقي حتى أدرك يزيد بن معاوية.

## نسبه
- أبوه: عُثْمَانَ بْنِ أَبِي طَلْحَةَ بْنِ عَبْدِ الْعُزَّى بْنِ عُثْمَانَ بْنِ عَبْدِ اللهِ بْنِ عَبْدِ الدَّارِ بْنِ قَُصَيٍّ بن كلاب،
- أمه: أُمُّ جَمِيلٍ بِنْتُ عُمَيْرِ بْنِ هَاشِمِ بْنِ عَبْدِ مَنَافِ بْنِ عَبْدِ الدَّارِ بْنِ قُصَيّ.[6]

## حياته وإسلامه
قال أبو نعيم الأصبهاني: في حديث عن مُصْعَبِ بْنِ شَيْبَةَ، عَنْ أَبِيهِ، قَالَ: خَرَجْتُ مَعَ رَسُولُ اللهِ صَلَّى اللَّهُ عَلَيْهِ وَسَلَّمَ يَوْمَ حُنَيْنٍ، وَاللهِ مَا أَخْرَجَنِي الْإِسْلَامُ، وَلَا مَعْرِفَةٌ بِهِ، وَلَكِنْ أَنِفْتُ أَنْ يَظْهَرَ هَوَازِنُ عَلَى قُرَيْشٍ، فَقُلْتُ وَأَنَا وَاقِفٌ مَعَهُ: يَا رَسُولَ اللهِ، إِنِّي أَرَى خَيْلًا بَلْقَاءَ قَالَ: «يَا شَيْبَةُ إِنَّهُ لَا يَرَاهَا إِلَّا كَافِرٌ» فَضَرَبَ يَدَهُ عَلَى صَدْرِهِ، ثُمَّ قَالَ: «اللهُمَّ اهْدِ شَيْبَةَ» ، ثُمَّ ضَرَبَ الثَّانِيَةَ، ثُمَّ قَالَ: «اللهُمَّ اهْدِ شَيْبَةَ» ثُمَّ ضَرَبَ الثَّالِثَةَ، ثُمَّ قَالَ: «اللهُمَّ اهْدِ شَيْبَةَ» فَوَاللهِ مَا رَفَعَ يَدَهُ مِنْ صَدْرِي مِنَ الثَّالِثَةِ حَتَّى مَا كَانَ أَحَدٌ مِنْ خَلْقِ اللهِ أَحَبَّ إِلَيَّ مِنْهُ قَالَ: فَالْتَقَى النَّاسُ وَالنَّبِيُّ صَلَّى اللَّهُ عَلَيْهِ وَسَلَّمَ عَلَى نَاقَةٍ، أَوْ عَلَى بَغْلَةٍ، وَعُمَرُ آخِذٌ بِلِجَامِهِ، وَالْعَبَّاسُ آخِذٌ بِثَغْرِ دَابَّتِهِ، فَانْهَزَمَ الْمُسْلِمُونَ، فَنَادَى الْعَبَّاسُ بِصَوْتٍ لَهُ جَهِيرٌ، وَقَالَ: أَيْنَ الْمُهَاجِرُونَ الْأَوَّلُونَ؟ أَيْنَ أَصْحَابُ الْبَقَرَةِ؟ وَالنَّبِيُّ صَلَّى اللَّهُ عَلَيْهِ وَسَلَّمَ يَقُولُ: " أَنَا النَّبِيُّ لَا كَذِبَ، أَنَا ابْنُ عَبْدِ الْمُطَّلِبِ، فَعَطَفَ الْمُسْلِمُونُ، فَاصْطَكُّوا بِالسُّيُوفِ فَقَالَ النَّبِيُّ صَلَّى اللَّهُ عَلَيْهِ وَسَلَّمَ: «الْآنَ حَمِيَ الْوَطِيسُ» قَالَ: وَهَزَمَ اللهُ الْمُشْرِكِينَ صَدَقَةُ كُوفِيٌّ يُجْمَعُ حَدِيثُهُ.
ولي إمرة مكة لفترة وجيزة إبان الخلاف الذي كان بين فريق علي بن أبي طالب وفريق معاوية بن أبي سفيان، حيث اصطلح عليه الناس في موسم الحج

## وفاته
وكانت وفاته في سنة 59 هـ وقيل في سنة 58 هـ في مكة.